# 1 000 kilomètres de Suzuka 1992
Navigation
Édition précédente Édition suivante
Les 1 000 kilomètres de Suzuka 1992, disputées le 30 août 1992 sur le Circuit de Suzuka ont été la cinquième manche du Championnat du monde des voitures de sport 1992.

## La course

### Classement de la course
Voici le classement officiel au terme de la course,.
- Les premiers de chaque catégorie du championnat du monde sont signalés par un fond jaune.
- Pour la colonne Pneus, il faut passer le curseur au-dessus du modèle pour connaître le manufacturier de pneumatiques.
- Les voitures ne réussissant pas à parcourir 90% de la distance du gagnant sont non classées (NC).

| Pos  | Classe  | no | Écurie                     | Pilotes                                             | Châssis                     | Pneus | Tours | Temps               |
| Pos  | Classe  | no | Écurie                     | Pilotes                                             | Moteur                      | Pneus | Tours | Temps               |
| ---- | ------- | -- | -------------------------- | --------------------------------------------------- | --------------------------- | ----- | ----- | ------------------- |
| 1    | C1      | 1  | Peugeot Talbot Sport       | Derek Warwick Yannick Dalmas                        | Peugeot 905 Evo 1B          | M     | 171   | 5 h 30 min 09 s 627 |
| 1    | C1      | 1  | Peugeot Talbot Sport       | Derek Warwick Yannick Dalmas                        | Peugeot SA35 3.5L V10       | M     | 171   | 5 h 30 min 09 s 627 |
| 2    | C1      | 7  | Toyota Team Tom's          | Jan Lammers Geoff Lees David Brabham                | Toyota TS010                | G     | 170   | + 1 Tour            |
| 2    | C1      | 7  | Toyota Team Tom's          | Jan Lammers Geoff Lees David Brabham                | Toyota RV10 3.5L V10        | G     | 170   | + 1 Tour            |
| 3    | C1      | 2  | Peugeot Talbot Sport       | Philippe Alliot Mauro Baldi                         | Peugeot 905 Evo 1B          | M     | 163   | + 8 Tours           |
| 3    | C1      | 2  | Peugeot Talbot Sport       | Philippe Alliot Mauro Baldi                         | Peugeot SA35 3.5L V10       | M     | 163   | + 8 Tours           |
| 4    | JSPC    | 44 | From-A Racing              | Mauro Martini Katsutomo Kaneishi (en) Jeff Krosnoff | Nissan R91CK                | B     | 163   | + 8 Tours           |
| 4    | JSPC    | 44 | From-A Racing              | Mauro Martini Katsutomo Kaneishi (en) Jeff Krosnoff | Nissan VRH35Z 3.5L V8 Turbo | B     | 163   | + 8 Tours           |
| 5    | C1      | 3  | Euro Racing                | Jesús Pareja Hideshi Matsuda (en)                   | Lola T92/10                 | M     | 160   | + 9 Tours           |
| 5    | C1      | 3  | Euro Racing                | Jesús Pareja Hideshi Matsuda (en)                   | Judd GV10 3.5L V10          | M     | 160   | + 9 Tours           |
| 6    | FIA Cup | 22 | Chamberlain Engineering    | Ferdinand de Lesseps Nick Adams Masahiro Kimoto     | Spice SE89C                 | G     | 144   | + 27 Tours          |
| 6    | FIA Cup | 22 | Chamberlain Engineering    | Ferdinand de Lesseps Nick Adams Masahiro Kimoto     | Ford Cosworth DFZ 3.5L V8   | G     | 144   | + 27 Tours          |
| 7    | FIA Cup | 41 | Chamberlain Engineering    | Jun Harada Tomiko Yoshikawa (de) Divina Galica      | Spice SE89C                 | G     | 138   | + 33 Tours          |
| 7    | FIA Cup | 41 | Chamberlain Engineering    | Jun Harada Tomiko Yoshikawa (de) Divina Galica      | Ford Cosworth DFZ 3.5L V8   | G     | 138   | + 33 Tours          |
| Abd. | C1      | 5  | Mazdaspeed                 | Maurizio Sandro Sala Alex Caffi Takashi Yorino      | Mazda MXR-01                | M     | 104   | Boite de vitesse    |
| Abd. | C1      | 5  | Mazdaspeed                 | Maurizio Sandro Sala Alex Caffi Takashi Yorino      | Mazda (Judd) MV10 3.5L V10  | M     | 104   | Boite de vitesse    |
| Abd. | C1      | 8  | Toyota Team Tom's          | Andy Wallace Kenny Acheson Masanori Sekiya          | Toyota TS010                | G     | 83    | Feu                 |
| Abd. | C1      | 8  | Toyota Team Tom's          | Andy Wallace Kenny Acheson Masanori Sekiya          | Toyota RV10 3.5L V10        | G     | 83    | Feu                 |
| Abd. | JSPC    | 43 | British Barn International | Hideo Fukuyama Jiro Yoneyama Takahiko Hara          | British Barn (Tom's) BB90R  | G     | 40    | Moteur              |
| Abd. | JSPC    | 43 | British Barn International | Hideo Fukuyama Jiro Yoneyama Takahiko Hara          | Ford Cosworth DFZ 3.5L V8   | G     | 40    | Moteur              |
| Abd. | C1      | 4  | Euro Racing                | Cor Euser Heinz-Harald Frentzen David Tennyson      | Lola T92/10                 | M     | 31    | Moteur              |
| Abd. | C1      | 4  | Euro Racing                | Cor Euser Heinz-Harald Frentzen David Tennyson      | Judd GV10 3.5L V10          | M     | 31    | Moteur              |

## Pole position et record du tour
- Pole position :  Philippe Alliot (#2 Peugeot Talbot Sport) en 1 min 43 s 957
- Meilleur tour en course :  Philippe Alliot (#2 Peugeot Talbot Sport) en 1 min 50 s 660

## À noter
- Longueur du circuit : 5,859 km
- Distance parcourue par les vainqueurs : 1 002,749 km